# Família Terror do Amapá
Família Terror do Amapá  também conhecido como Família Terror, ou simplesmente como Terror e pela sigla FTA é uma facção brasileira originária do Amapá mais tem presença também no Pará e no Mato Grosso.

## Biografia
a Facção Família Terror do Amapá foi criada em meados de 2014 em Macapá, no Amapá por Ariel Nahum Estrão, o Tatá, Alberto Magno da Silva Lobato, o Imperador e Ryan Richelle dos Santos Menezes, o Tio Chico e expandiram seu domínio no norte do país por quase todo o estado do Amapá. a Facção também tem aliança com a Facção de origem paulista Primeiro Comando da Capital e estão em rivalidade com o Comando Vermelho e a FTA está presente em outros estados como Pará, Mato Grosso e Rondônia para fornecerem drogas e armas. em 2020, um dos Fundadores da facção FTA Ryan Richelle dos Santos Menezes foi preso em campo grande porTráfico de drogas, Tráfico de armas, uso de identidade falsa e porte ilegal de armas e foi liberado com uso de Tornozeleira eletrônica. no mesmo ano Ryan Richelle "Tio Chico" dos Santos Menezes desapareceu quando dois homens encapuzados invadiram sua casa e desde então ele nunca mais foi visto. em 2021,  Alberto Magno da Silva Lobato conhecido pelo seu "vulgo" Imperador apontado como um dos Fundadores e um dos líderes da Família Terror do Amapá foi preso no Complexo da Maré durante uma operação do Batalhões de Operações Policiais Especiais, o BOPE. Alberto seria autor de mais de 100 mortes no Amapá e estava no Rio de Janeiro para fornecer drogas. 

## Referencias
1. ↑  «Pacto com PCC e propina para juízes: conheça a Família do Terror». Metrópoles. 6 de dezembro de 2024. Consultado em 27 de junho de 2025